# Verbascum blattaria
Verbascum blattaria L., 1753 è una pianta angiosperma dicotiledone della famiglia delle Scrofulariacee.

## Descrizione
Verbascum blattaria è una specie erbacea, a ciclo biennale, con steli verdi. 
Le foglie sono, durante il primo anno, portate in rosetta basale e sono oblanceolate, glabre e con margini dentati. Durante l'anno successivo si sviluppa un fusto eretto e foglioso che porta poi i fiori.
I fiori sono di colore giallo o rosa, portati alla cime dell'asse fiorale durante il secondo anno di vita della pianta.
I frutti sono capsule tondeggianti.
I semi di questa specie possono rimanere vitali per 120 anni, in un suolo ben drenato.

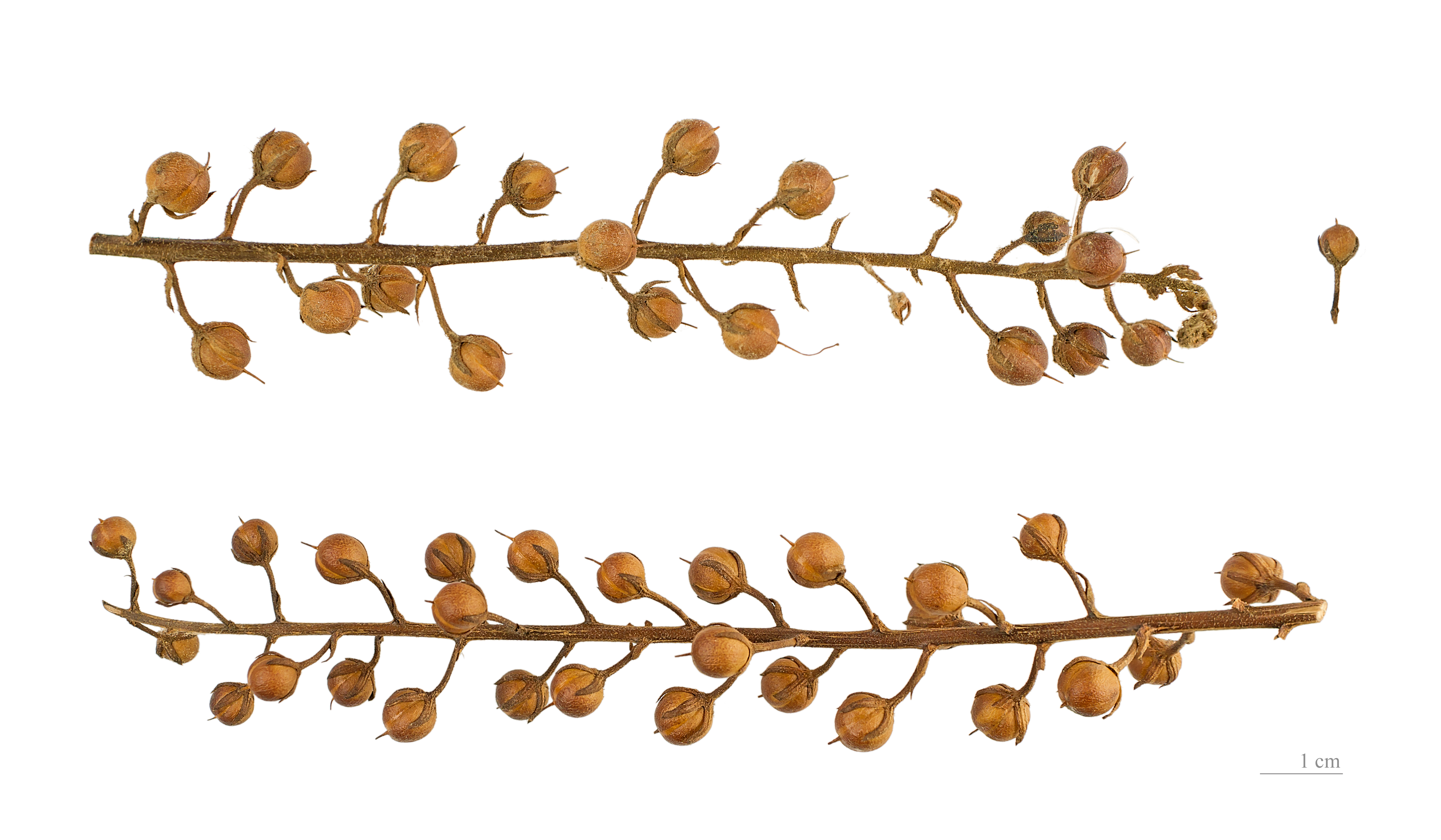
Frutti

## Distribuzione e habitat
È spontanea in Eurasia e parti del nord Africa, ma si è naturalizzata in altre parti del mondo (es. Canada e Stati Uniti) dove, come in Colorado, può rappresentare una specie invasiva per l'agricoltura.